# Graphocephala nigrifascia
Graphocephala nigrifascia är en insektsart som beskrevs av Walker 1851. Graphocephala nigrifascia ingår i släktet Graphocephala och familjen dvärgstritar. Inga underarter finns listade i Catalogue of Life.